# Toyoko
Toyoko is een plaats in de Burkinese provincie Ganzourgou. Het telt 1.334 inwoners (2005). 